# أوكايمدن (جماعة)
أوكايمدن (بالفرنسية: Oukaïmeden) هي جماعة قروية مغربية، تقع على هضبة تحمل الاسم نفسه، في إقليم الحوز، جهة مراكش آسفي. يوجد بها أهم وأعلى منتجعات الرياضات الشتوية في المغرب، وهي محطة أوكايميدن للتزلج.

## الموقع والانتماء الإداري
تقع أوكايمدن في الأطلس الكبير الأوسط، على بعد حوالي 80 كم من مراكش. تنتمي أوكايمدن على المستوى الإداري، باعتبارها جماعة قروية، إلى قيادة أوريكا، دائرة تحناوت.
في إطار اللامركزية التي يطبقها المغرب منذ عقود، فإن جماعة أوكايمدن تتبع لتقسيمات إدارية أخرى أكبر وأوسع هي: إقليم الحوز وجهة مراكش آسفي

## التسمية والتأسيس
سميت أوكايمدن بهذا الاسم الذي يعني بالأمازيغية وادي الرياح الأربعة. أنشئت جماعة أوكايمدن في عام 1992، في إطار التقسيم الإداري الذي عرفته المملكة.

## السكان
شهدت أوكايمدن زيادة سكانية بين 1994 إلى 2004، حيث انتقلت ساكنتها من 3 798 نسمة إلى 4440 نسمة.

## محطة الرياضات الشتوية

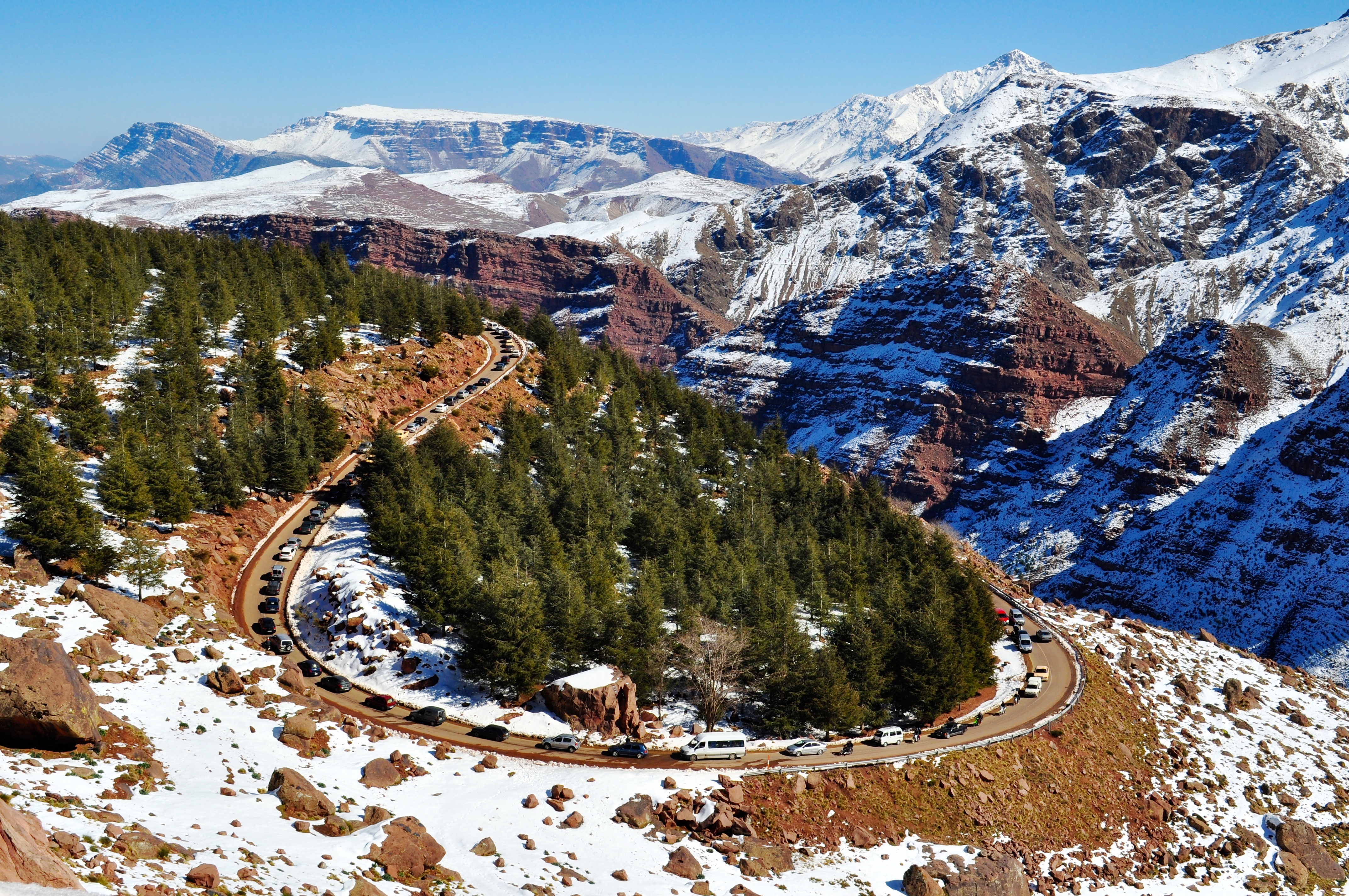
السياح ذاهبون إلى المنتجع. يناير 2015.

احتلت محطة أوكايمدن، التي تعرف عادة باسم Louka، في عام 2014 المرتبة 4 ضمن المراكز العشرة الأولى حسب تصنيف الجريدة الفرنسية اليومية ليزيكو التي وصفتها بالمحطة التي تسمح بالتزلج فوق أشجار النخيل.

## المرصد الفلكي أوكايمدن
تحتضن محطة أوكايمدن المرصد الفلكي الجامعي (OUCA)، المعترف به من الاتحاد الفلكي الدولي. يضم المرصد الفلكي لأوكايمدن جهاز تلسكوب أوتوماتيكي بالإضافة إلى أجهزة حواسيب تسمح بالتحكم فيه عن بعد. هذا المرصد هو نتاج عمل الفيزيائي الفلكي زهير بن خلدون.